# Oshiro Kei
Oshiro Kei (sinh ngày 16 tháng 9 năm 2000) là một cầu thủ bóng đá người Nhật Bản.

## Sự nghiệp câu lạc bộ
Oshiro Kei đã từng chơi cho Urawa Reds.